# 小行星1676
小行星1676（1676 Kariba）是一颗围绕太阳公转的小行星。1939年6月15日，西里爾·傑克遜在约翰内斯堡发现了此天体。
該小行星以位於尚比亞的卡里巴水庫命名。
这颗小行星的绝对星等为204.5855872749209等。